# Красногорська сільська рада (Красногорський район)
Красного́рська сільська рада (рос. Красногорский сельский совет) — сільське поселення у складі Красногорського району Алтайського краю Росії.
Адміністративний центр — село Красногорське.

## Історія
Станом на 2002 рік існували Калташинська сільська рада (села Верх-Кажа, Калташ, Красногорське, селища Єгона, Іртишкіно, Чапша) та Красногорська сільська рада (село Красногорське, селища Івановка, Карагайка, Ужлеп). 2004 року ліквідована Калташинська сільська рада (села Верх-Кажа, Калташ, селища Єгона, Іртишкіно, Чапша), територія увійшла до складу Красногорської сільради.

## Населення
Населення — 5825 осіб (2019; 6360 в 2010, 7437 у 2002).

## Склад
До складу сільської ради входять:
| Населений пункт     | Населення, осіб (2002) | Населення, осіб (2010) |
| ------------------- | ---------------------- | ---------------------- |
| Верх-Кажа, село     | 171                    | 74                     |
| Єгона, селище       | 16                     | 4                      |
| Івановка, селище    | 63                     | 39                     |
| Іртишкіно, селище   | 13                     | 2                      |
| Калташ, село        | 76                     | 4                      |
| Карагайка, селище   | 160                    | 125                    |
| Красногорське, село | 6756                   | 5993                   |
| Ужлеп, селище       | 170                    | 119                    |
| Чапша, селище       | 12                     | 0                      |